# Нуниси
Нуниси (груз. ნუნისი) — село в Грузии, на территории Харагаульского муниципалитета края (мхаре) Имеретия.

## География
Село находится в западной части Грузии, в долине реки Нунисисцкали, на расстоянии 27 километров к юго-востоку от посёлка городского типа Харагаули, административного центра муниципалитета. Абсолютная высота — 903 метра над уровнем моря.

## Население
По результатам официальной переписи населения 2014 года, в Нуниси проживало 48 человек (30 мужчин и 18 женщин). В национальной структуре населения грузины составляли 100 %.
| Год  | Население, человек |
| ---- | ------------------ |
| 2002 | 62                 |
| 2014 | ↘ 48               |